# Grosio

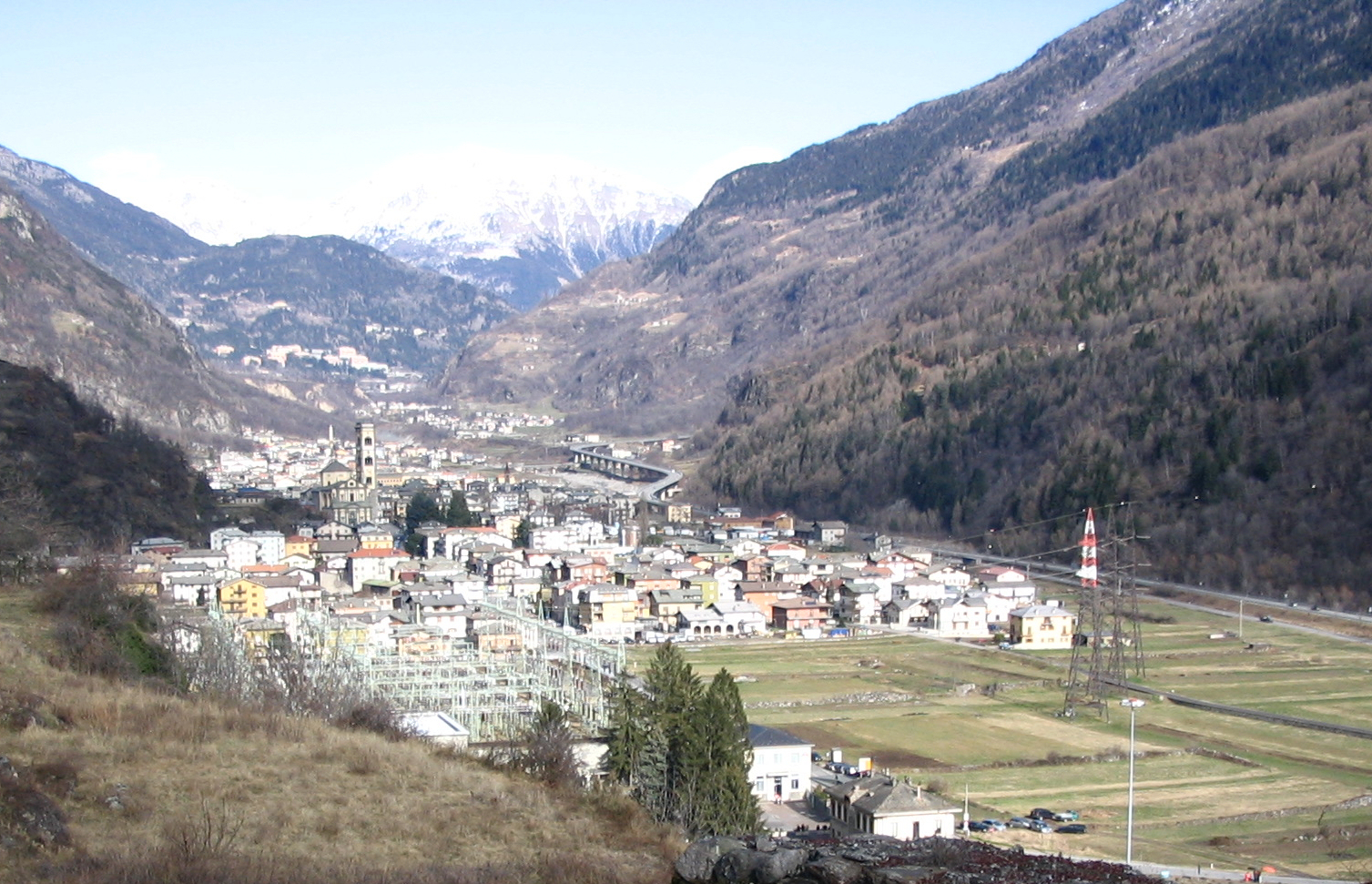
Grossio

Grosio là một đô thị ở tỉnh Sondrio trong vùng Lombardia của Italia, có vị trí khoảng 130 km về phía đông bắc của Milano và khoảng 35 km về phía đông bắc của Sondrio, ở biên giới với Thụy Sĩ. Tại thời điểm ngày 31 tháng 12 năm 2004, đô thị này có dân số 4.790 người và diện tích là 127 km².
Đô thị Grosio có các frazioni (các đơn vị cấp dưới, chủ yếu là các làng) Tiolo and Ravoledo.
Grosio giáp các đô thị: Grosotto, Monno, Poschiavo (Thụy Sĩ), Sondalo, Valdidentro, Valdisotto, Vezza d'Oglio.